# 斯湯頓 (伊利諾伊州)
斯湯頓（英語：Staunton）是一個位於美國伊利諾伊州馬庫平縣的城市。

## 地理
斯湯頓的座標為39°00′39″N 89°47′16″W / 39.01083°N 89.78778°W，而該地的平均海拔高度為189米（即620英尺）。

## 人口
根據2010年美國人口普查的數據，斯湯頓的面積為10.09平方千米，當中陸地面積為10.01平方千米，而水域面積為0.08平方千米。當地共有人口5139人，而人口密度為每平方千米509.32人。